# Distelbach (Jossa)
Der Distelbach ist ein linker Zufluss der Jossa im Main-Kinzig-Kreis im hessischen Spessart.

## Geographie

### Verlauf
Der Distelbach entspringt nordwestlich von Mernes. Er verläuft in südöstliche Richtung, durchfließt im Wald einige Weiher und mündet westlich von Marjoß in einen linken Seitenarm der Jossa.

### Flusssystem Sinn
- Liste der Fließgewässer im Flusssystem Sinn

## Einzelnachweise

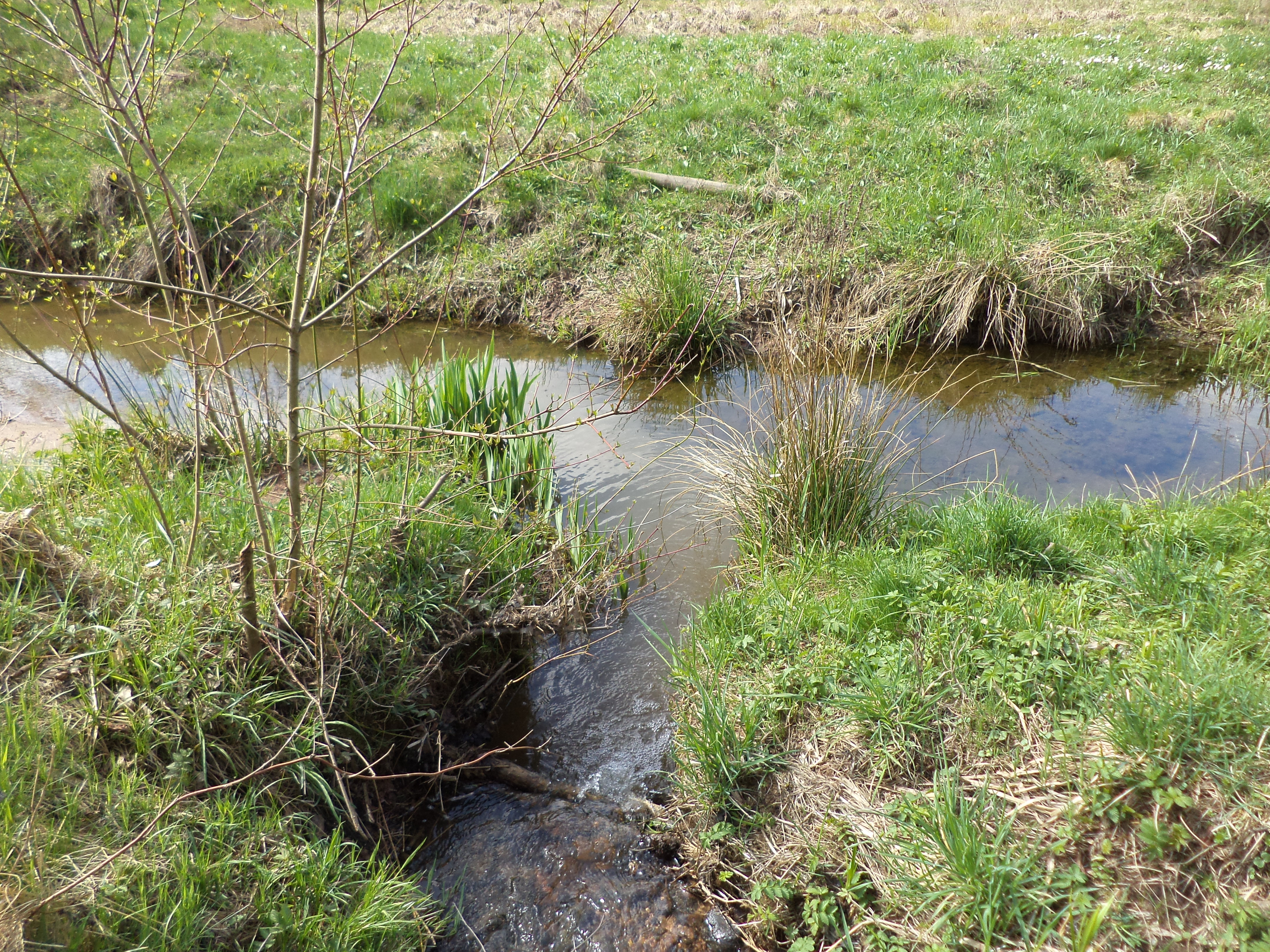
Der Distelbach (vorne) mündet in einen linken Seitenarm der Jossa (von rechts nach links)